# 戈爾德希爾 (內華達州)
戈爾德希爾（英語：Gold Hill）是位於美國內華達州斯托里縣的非建制地區。

## 歷史
戈爾德希爾的郵局於1862年設立，其後於1943年停運。

## 地理
戈爾德希爾所處的海拔為高於海平面1781米（即5843英呎），而該地所採用的時區為UTC-8，即太平洋时区（PST）。同時該地設有夏令時間，為UTC-8調快一小時，即UTC-7（PDT）。